# 多明戈馬丁內斯德伊拉拉
多明戈馬丁內斯德伊拉拉（西班牙語：Domingo Martínez de Irala），是巴拉圭的城鎮，位於該國東部，由上巴拉那省負責管轄，始建於1896年7月7日，面積334平方公里，海拔高度215米，2002年人口6,734，人口密度每平方公里20.16人。